# Koluel Kayke
Nuestra Señora de los Dolores de Koluel Kayke conocida en forma abreviada como Koluel Kayke o Koluel Kaike y coloquialmente kayke es una localidad del departamento Deseado en la provincia de Santa Cruz en la República Argentina. Se originó como poblado a partir de la estación del ferrocarril que unía las localidades de Pico Truncado y Las Heras.
La localidad de Koluel Kayke fue fundada en 1921 y creada la comisión de fomento el 12 de agosto de 1999.

## Toponimia
El nombre koluel kayke significa "menuco" en lengua tehuelche o aonikenk. Los menucos son pequeñas aguadas, también llamadas mallines en la Patagonia.

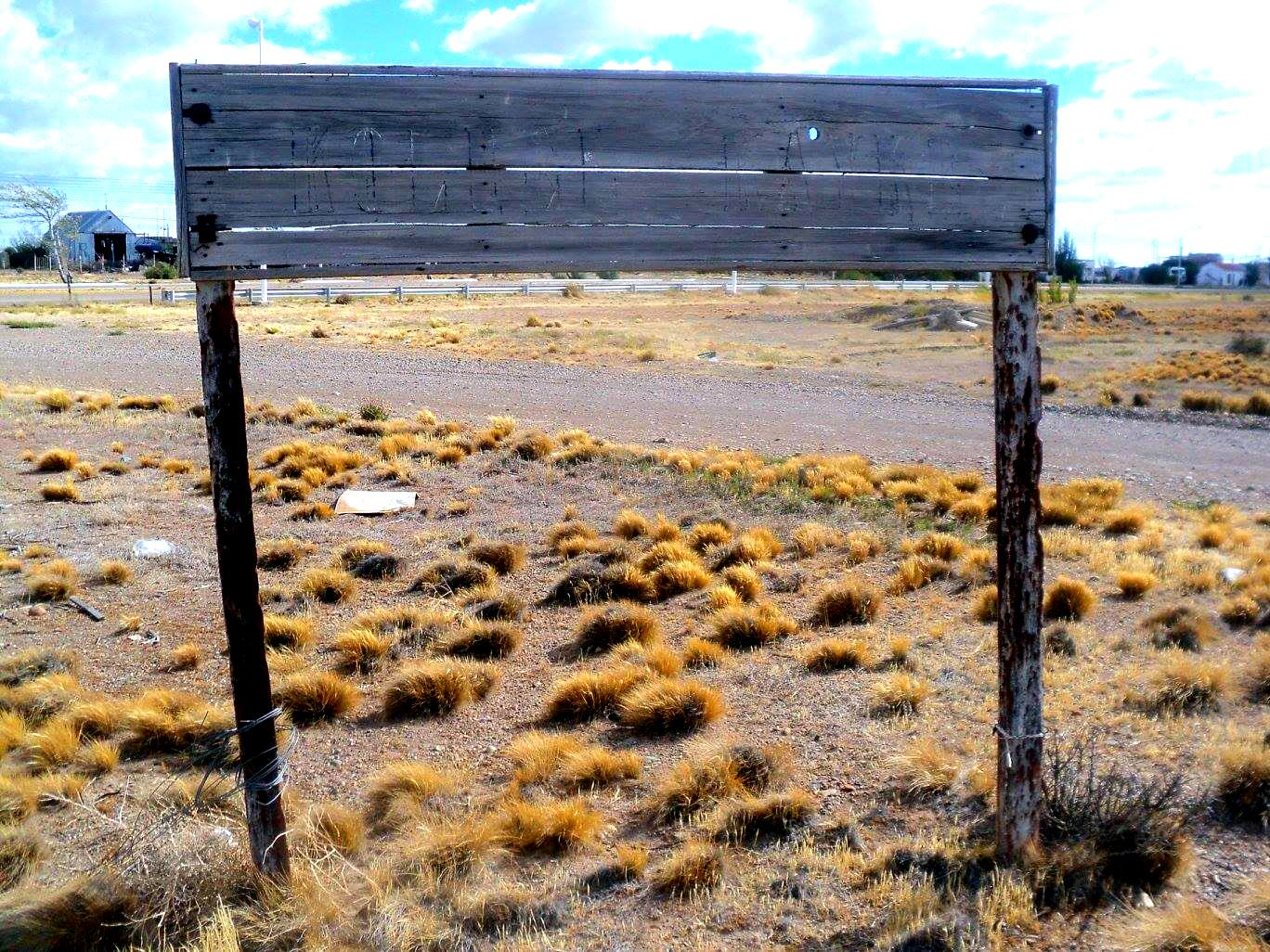
Cartel nomenclador de la antigua estación de trenes

## Historia
Nuestra Señora de los Dolores de Koluel Kayle es un pueblo cuya existencia data de años anteriores a la llegada del ferrocarril hacia 1913. Antes de esa fecha, ya existía una herrería en el solar ubicado en la manzana que hoy ocupa la escuela. Allí eran reparados los carros que llevaban la producción lanera desde las estancias de la zona hasta Puerto Deseado. También existían, junto con la herrería, dos hoteles y algunas casas de familia.
La estación se inauguró hacia 1913, comenzando la vida de la población. Por otro lado, el 11 de julio de 1921, por decreto de carácter general, el Poder Ejecutivo Nacional a cargo de Hipólito Hirigoyen  dispuso que la Dirección de Tierras del Ministerio de Agricultura, previera reservas para la formación de pueblos en los Territorios Nacionales. Específicamente, en el norte de la provincia de Santa Cruz. De este gran número de nuevas localidades se decretó el nacimiento formal de Koluel Kaike. A fines de la década de 1910 vivían en los alrededores de esta estación unas 100 personas.  Para el año 1930 la estación se hallaba clausurada.
Formaba parte del Ferrocarril Patagónico, como parte del ramal que iba de Puerto Deseado a Las Heras, inaugurado en el año 1914 y que originalmente estaba planeado para terminar en el Nahuel Huapi.

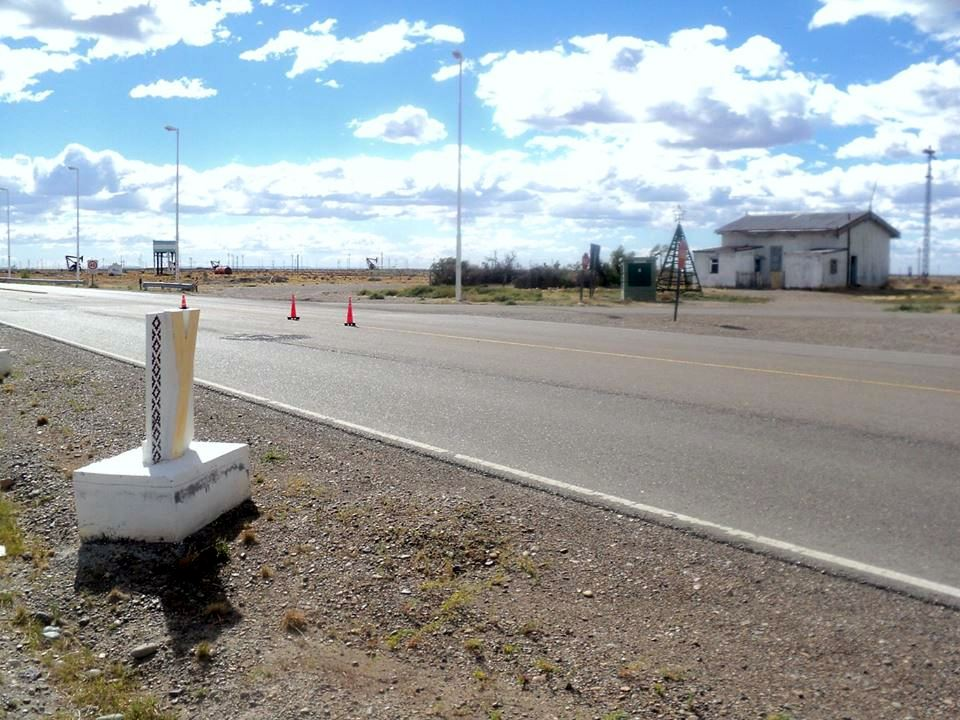
Complejo ferroviario compuesto de estación, vivienda de las cuadrillas, tanque de agua y señales

En 1935 se inauguró en la casilla de la estación, la escuela nacional N.º 18, actual escuela primaria N.º 21. La estación se inauguró después que la de Pico Truncado, la cual quedó habilitada al llegar las vías en 1912. La estación de Koluel Kayke no estuvo clausurada hasta 1968, por resolución de la dictadura militar autodenominada Revolución Argentina. El pueblo fue oficialmente creado durante la presidencia de Hipólito Yrigoyen, por decreto nacional del 11 de julio de 1921, al igual que los demás pueblos de los entonces denominados "Territorios Nacionales".
Desde la puesta en servicio de la estación, funcionó en ella una estafeta de Correo Argentino, atendida en principio por los sucesivos jefes de estación y luego en la vivienda de una vecina, ampliada con una oficina que construyó la Municipalidad de Pico Truncado. La Estafeta fue cerrada al ser privatizado el Correo durante la presidencia de Carlos Menem. El poblado también contaba con el único teléfono que comunicaba con todas las estaciones de la línea y que brindaba su servicio también a los vecinos cuando una urgencia lo requería.
En 1961 la escuela primaria fue trasladada (ya pasada a jurisdicción provincial con el número 21) a su nuevo edificio, el cual ha sido ampliado a lo largo del tiempo. Por solicitud de los vecinos, el diputado provincial Héctor Icazuriaga respalda el proyecto de ley, finalmente sancionada por unanimidad, que da nombre al pueblo, reconociendo su existencia.
El 16 de marzo de 1995 queda promulgada la Ley provincial 2393 que «designa con el nombre de Nuestra Señora de los Dolores de Koluel Kayle a la actual localidad de Koluel Kayke». En su artículo 2, la misma ley instituye «como fecha celebratoria de su aniversario el día 15 de septiembre de cada año».

## Población
Contó con 250 habitantes (Indec, 2010),. Para el censo 2022 la población se incrementó y arrojó 393 habitantes. Además, se registraron 151viviendas.
| Gráfica de evolución demográfica de Koluel Kayke entre 1991 y 2022 |
|                                                                    |
| Fuente: Censos nacionales del INDEC                                |